# Monety kolekcjonerskie III RP w 2015
W 2015 roku zostało wyemitowanych 19 monet kolekcjonerskich, 13 srebrnych i 6 złotych.

## Spis monet
| Moneta                                                                                   | Nominał     | Stop | Średnica (mm) | Masa (g) | Nakład | Data emisji     | Projektant                                | Wizerunek    |
| ---------------------------------------------------------------------------------------- | ----------- | --- | ------------- | -------- | ------ | --------------- | ----------------------------------------- | ------------ |
| 100-lecie Politechniki Warszawskiej                                                      | 10 złotych  | Ag 925 | 32            | 14,14    | 30 000 | 29 stycznia     | Dobrochna Surajewska                      | Awers Rewers |
| 100-lecie Politechniki Warszawskiej                                                      | 10 złotych  | Moneta w kształcie soczewki. |               |          |        |                 |                                           |              |
| 100-lecie Politechniki Warszawskiej                                                      | 200 złotych | 3 stopy Au | 27            | 15,50    | 2500   | 29 stycznia     | Dobrochna Surajewska                      | Awers Rewers |
| 100-lecie Politechniki Warszawskiej                                                      | 200 złotych | Pierścień zewnętrzny: Au900 Ag60 Cu40; rdzeń, część górna: Au750 Pd130 Ag120; rdzeń, część dolna: Au900 Cu100. Na rewersie efekt kątowy. |               |          |        |                 |                                           |              |
| 150. rocznica urodzin Kazimierza Przerwy-Tetmajera                                       | 10 złotych  | Ag 925 | 32            | 14,14    | 30 000 | 12 lutego       | Robert Kotowicz                           | Awers Rewers |
| 150. rocznica urodzin Kazimierza Przerwy-Tetmajera                                       | 200 złotych | Au 900 | 27            | 15,50    | 2500   | 12 lutego       | Robert Kotowicz                           | Awers Rewers |
| Władysław Jagiełło Seria: Skarby Stanisława Augusta                                      | 50 złotych  | Ag 999 | 62,20         | 45       | 5000   | 3 marca         | Robert Kotowicz Anna Wątróbska-Wdowiarska | Awers Rewers |
| Władysław Jagiełło Seria: Skarby Stanisława Augusta                                      | 500 złotych | Au 999 | 62,20         | 45       | 750    | 3 marca         | Robert Kotowicz Anna Wątróbska-Wdowiarska | Awers Rewers |
| Floren Władysława Łokietka Seria: Historia Monety Polskiej                               | 20 złotych  | Ag 925 | 38,61         | 28,28    | 20 000 | 3 marca         | Dominika Karpińska-Kopiec                 | Awers Rewers |
| Relikty budowli pałacowo-sakralnej na Ostrowie Lednickim Seria: Zabytki Kultury w Polsce | 20 złotych  | Ag 925 | 38,61         | 28,28    | 30 000 | 2 czerwca       | Dominika Karpińska-Kopiec                 | Awers Rewers |
| Relikty budowli pałacowo-sakralnej na Ostrowie Lednickim Seria: Zabytki Kultury w Polsce | 20 złotych  | Na rewersie selektywne zdobienia |               |          |        |                 |                                           |              |
| Alfred Wierusz-Kowalski Seria: Polscy Malarze XIX/XX wieku                               | 20 złotych  | Ag 925 | 40x28         | 28,28    | 30 000 | 30 lipca        | Dominika Karpińska-Kopiec                 | Awers Rewers |
| Alfred Wierusz-Kowalski Seria: Polscy Malarze XIX/XX wieku                               | 20 złotych  | Moneta w kształcie prostokątnej klipy z tampodrukiem na rewersie.                                                                        |               |          |        |                 |                                           |              |
| Władysław Warneńczyk Seria: Skarby Stanisława Augusta                                    | 50 złotych  | Ag 999 | 62,20         | 45       | 5250   | 15 września     | Robert Kotowicz Anna Wątróbska-Wdowiarska | Awers Rewers |
| Władysław Warneńczyk Seria: Skarby Stanisława Augusta                                    | 500 złotych | Au 999 | 62,20         | 45       | 750    | 15 września     | Robert Kotowicz Anna Wątróbska-Wdowiarska | Awers Rewers |
| Grosz Kazimierza Wielkiego Seria: Historia Monety Polskiej                               | 20 złotych  | Ag 925 | 38,61         | 28,28    | 20 000 | 15 września     | Dominika Karpińska-Kopiec                 | Awers Rewers |
| Pszczoła miodna Seria: Zwierzęta Świata                                                  | 20 złotych  | Ag 925 | 38,61         | 28,28    | 35 000 | 13 października | Ewa Tyc-Karpińska Grzegorz Pfeifer        | Awers Rewers |
| Józef Piłsudski Seria: Stulecie odzyskania przez Polskę niepodległości                   | 10 złotych  | Ag 25 | 32 x 22,4     | 14,14    | 30 000 | 9 listopada     | Dobrochna Surajewska                      | Awers Rewers |
| Józef Piłsudski Seria: Stulecie odzyskania przez Polskę niepodległości                   | 10 złotych  | Moneta w kształcie prostokątnej klipy.                                                                                                   |               |          |        |                 |                                           |              |
| Józef Piłsudski Seria: Stulecie odzyskania przez Polskę niepodległości                   | 100 złotych | Au 900 | 21            | 8        | 2500   | 9 listopada     | Dobrochna Surajewska                      | Awers Rewers |
| 50. rocznica wystosowania orędzia biskupów polskich do niemieckich                       | 10 złotych  | Ag 925 | 32            | 14,14    | 25 000 | 18 listopada    | Robert Kotowicz                           | Awers Rewers |
| Kazimierz Jagiellończyk Seria: Skarby Stanisława Augusta                                 | 50 złotych  | Ag 999 | 62,20         | 45       | 5250   | 3 grudnia       | Robert Kotowicz Anna Wątróbska-Wdowiarska | Awers Rewers |
| Kazimierz Jagiellończyk Seria: Skarby Stanisława Augusta                                 | 500 złotych | Au 999 | 62,20         | 45       | 750    | 3 grudnia       | Robert Kotowicz Anna Wątróbska-Wdowiarska | Awers Rewers |
| Półgrosz Władysława Jagiełły Seria: Historia Monety Polskiej                             | 20 złotych  | Ag 925 | 38,61         | 28,28    | 20 000 | 3 grudnia       | Dominika Karpińska-Kopiec                 | Awers Rewers |